# نیکول پین
نیکول پین (انگلیسی: Nicolle Payne؛ زادهٔ ۱۵ ژوئیهٔ ۱۹۷۶ ‏(۴۸ سال)) بازیکن واترپلو اهل ایالات متحده آمریکا است.